# Valérie Nadaud
Valérie Lévêque divorcée Nadaud (née le 16 mars 1968 à Soyaux) est une athlète française, spécialiste de la marche.

## Biographie
Elle participe aux Jeux olympiques de 1996, à Atlanta, et se classe 36e de l'épreuve du 10 kilomètres marche. Elle s'incline dès les séries du 10 000 m marche lors des championnats du monde 1997.
Elle remporte la médaille d'argent du 10 000 m marche lors des Jeux de la Francophonie de 1994.
Elle est sacrée championne de France du 10 km marche en 1993 et 1996. Elle améliore le record de France du 20 000 m marche (1 h 39 min 34 s 9 en 1996).